# Joonas Saartamo

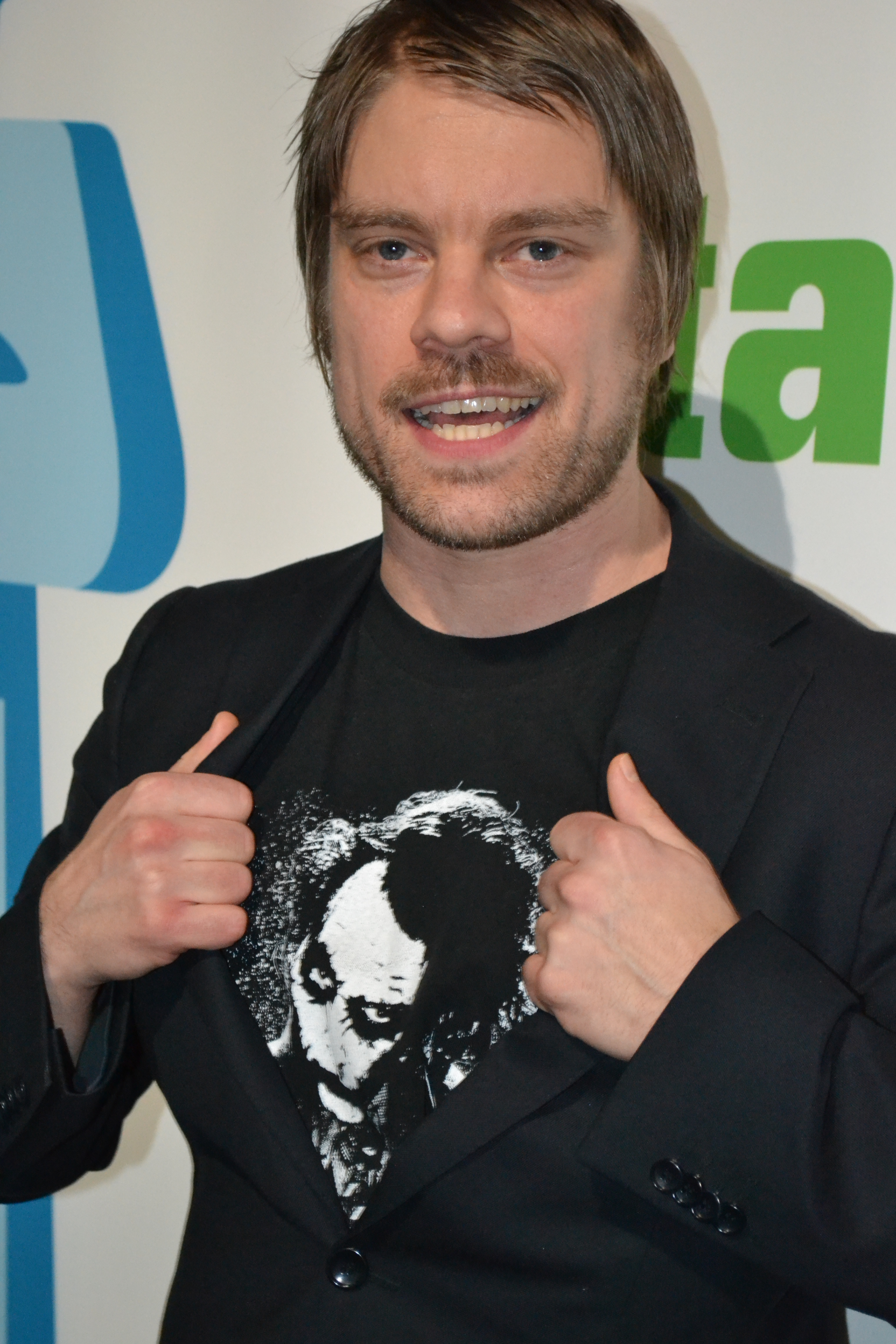
Joonas Saartamo (2013)

Joonas Alarik Saartamo (* 6. Mai 1980 in Helsinki) ist ein finnischer Schauspieler.

## Leben
Joonas Saartamo ist der Sohn der Schauspielerin Eija Ahvo. Seine jüngere Schwester Venla Saartamo ist ebenfalls Schauspielerin. An der Seite seiner Mutter debütierte er bereits 1992 mit dem Fernsehfilm Matka ajassa als Schauspieler. Er machte seinen Schulabschluss an der Kallion lukio in Helsinki. Während seiner Schulzeit verbrachte er ein Austauschjahr in Pittsburgh. Sein Masterstudium in Theaterwissenschaften schloss er 2012 an der ab.
Insgesamt stand Saartamo in mehr als 50 Film- und Fernsehproduktionen vor der Kamera. Mit seinen Darstellungen in Menolippu Mombasaan, Hiljaisuus und Jättiläinen wurde bisher drei Mal für den finnischen Filmpreis Jussi nominiert. Ausgezeichnet wurde er dabei für sein Spiel des Eino Lahtela in dem von Sakari Kirjavainen inszenierten Kriegsfilm Hiljaisuus als Bester Hauptdarsteller.
Mit dem Hip-Hop-Album Täs o ollu kaikenlaista debütierte Saartamo 2008 als Musiker. Neben einigen Single-Auskopplungen kamen seitdem keine weiteren Alben dazu.
Er lieh 2019 Will Smith seine Stimme in der finnischen Synchronisation des Disney-Films Aladdin.

## Filmografie
- 1992: Matka ajassa
- 2002: Menolippu Mombasaan
- 2005: Das Mädchen und der Rapper (Tyttö sinä olet tähti)
- 2011: Hiljaisuus
- 2015: Onneli und Anneli im Winter (Onnelin ja Annelin talvi)
- 2016: Der glücklichste Tag im Leben des Olli Mäki (Hymyilevä mies)
- 2016: Jättiläinen
- 2017: Unknown Soldier – Kampf ums Vaterland (Tuntematon sotilas)
- 2020: Blutsbande (Tjockare än vatten, Fernsehserie, eine Folge)